# Vironchaux
Vironchaux – to miejscowość i gmina we Francji, w regionie Hauts-de-France, w departamencie Somma.
Według danych na rok 2011 gminę zamieszkiwały 424 osoby, a gęstość zaludnienia wynosiła 26 osób/km² (wśród 2293 gmin Pikardii Vironchaux plasuje się na 589. miejscu pod względem liczby ludności, natomiast pod względem powierzchni na miejscu 156.).